# Spermophora luzonica
Spermophora luzonica är en spindelart som beskrevs av Huber 2005. Spermophora luzonica ingår i släktet Spermophora och familjen dallerspindlar.
Artens utbredningsområde är Filippinerna. Inga underarter finns listade i Catalogue of Life.